# Fours (Nièvre)
Pour les articles homonymes, voir Fours.
Fours est une commune française située dans le département de la Nièvre, en région Bourgogne-Franche-Comté.

## Géographie
Situé à 56 km de Nevers, 56 km d'Autun et 22 km de Decize, Fours est un petit village de 696 habitants (population légale de 2012) du sud-est de la Nièvre, dans le Morvan, et traversé par la route nationale 81.

### Hameaux, écarts et lieux-dits
- Les Grandes Cours
- Le Chariol

### Climat
Pour des articles plus généraux, voir Climat de la Bourgogne-Franche-Comté et Climat de la Nièvre.
En 2010, le climat de la commune est de type climat océanique dégradé des plaines du Centre et du Nord, selon une étude du Centre national de la recherche scientifique s'appuyant sur une série de données couvrant la période 1971-2000. En 2020, Météo-France publie une typologie des climats de la France métropolitaine dans laquelle la commune est exposée à un climat océanique altéré et est dans la région climatique  Centre et contreforts nord du Massif Central, caractérisée par un air sec en été et un bon ensoleillement. 
Pour la période 1971-2000, la température annuelle moyenne est de 10,8 °C, avec une amplitude thermique annuelle de 16,4 °C. Le cumul annuel moyen de précipitations est de 889 mm, avec 12,5 jours de précipitations en janvier et 7,7 jours en juillet. Pour la période 1991-2020, la température moyenne annuelle observée sur la station météorologique installée sur la commune est de 11,4 °C et le cumul annuel moyen de précipitations est de 904,1 mm. 
La température maximale relevée sur cette station est de 40,8 °C, atteinte le 5 août 2003 ; la température minimale est de −13,2 °C, atteinte le 24 décembre 2001,,. 
| Mois                                  | jan.           | fév.            | mars          | avril         | mai           | juin          | jui.          | août           | sep.            | oct.            | nov.             | déc.           | année      |
| ------------------------------------- | -------------- | --------------- | ------------- | ------------- | ------------- | ------------- | ------------- | -------------- | --------------- | --------------- | ---------------- | -------------- | ---------- |
| Température minimale moyenne (°C)     | 0,7            | 0,7             | 2,6           | 4,9           | 9             | 11,7          | 13,1          | 13,2           | 9,6             | 7,8             | 3                | 1              | 6,4        |
| Température moyenne (°C)              | 3,9            | 4,7             | 7,6           | 10,5          | 14,8          | 18            | 19,4          | 19,5           | 15,5            | 12,5            | 6,6              | 3,9            | 11,4       |
| Température maximale moyenne (°C)     | 7              | 8,7             | 12,6          | 16,1          | 20,5          | 24,2          | 25,7          | 25,8           | 21,4            | 17,2            | 10,2             | 6,8            | 16,4       |
| Record de froid (°C) date du record   | −13,1 25.01.07 | −9,4 05.02.1998 | −13 01.03.05  | −4,5 11.04.03 | 0,5 15.05.03  | 1,7 04.06.01  | 5,1 17.07.00  | 2,5 30.08.1998 | −0,5 30.09.1995 | −7,8 31.10.1997 | −10,1 24.11.1998 | −13,2 24.12.01 | −13,2 2001 |
| Record de chaleur (°C) date du record | 18,4 30.01.02  | 19,6 02.02.02   | 23,3 17.03.04 | 28,2 30.04.05 | 32,2 25.05.09 | 37,5 22.06.03 | 37,7 26.07.06 | 40,8 05.08.03  | 33,5 04.09.05   | 28,6 04.10.04   | 21,3 03.11.05    | 17,3 05.12.06  | 40,8 2003  |
| Précipitations (mm)                   | 75,9           | 63,3            | 62,4          | 74,6          | 83,4          | 70,1          | 69,8          | 64,8           | 71,9            | 83,4            | 94,9             | 89,6           | 904,1      |

| Diagramme climatique                                  |            |             |             |           |              |              |              |             |             |           |          |
| J                                                     | F          | M           | A           | M         | J            | J            | A            | S           | O           | N         | D        |
| 70,775,9                                              | 8,70,763,3 | 12,62,662,4 | 16,14,974,6 | 20,5983,4 | 24,211,770,1 | 25,713,169,8 | 25,813,264,8 | 21,49,671,9 | 17,27,883,4 | 10,2394,9 | 6,8189,6 |
| Moyennes : • Temp. maxi et mini °C • Précipitation mm |            |             |             |           |              |              |              |             |             |           |          |

Les paramètres climatiques de la commune ont été estimés pour le milieu du siècle (2041-2070) selon différents scénarios d'émission de gaz à effet de serre à partir des nouvelles projections climatiques de référence DRIAS-2020. Ils sont consultables sur un site dédié publié par Météo-France en novembre 2022.

## Urbanisme

### Typologie
Au 1er janvier 2024, Fours est catégorisée commune rurale à habitat dispersé, selon la nouvelle grille communale de densité à sept niveaux définie par l'Insee en 2022.
Elle est située hors unité urbaine et hors attraction des villes,.

### Occupation des sols
L'occupation des sols de la commune, telle qu'elle ressort de la base de données européenne d’occupation biophysique des sols Corine Land Cover (CLC), est marquée par l'importance des forêts et milieux semi-naturels (47,3 % en 2018), une proportion identique à celle de 1990 (47,3 %). La répartition détaillée en 2018 est la suivante : forêts (47,3 %), prairies (46,9 %), zones urbanisées (4,9 %), eaux continentales (0,9 %). L'évolution de l’occupation des sols de la commune et de ses infrastructures peut être observée sur les différentes représentations cartographiques du territoire : la carte de Cassini (XVIIIe siècle), la carte d'état-major (1820-1866) et les cartes ou photos aériennes de l'IGN pour la période actuelle (1950 à aujourd'hui).

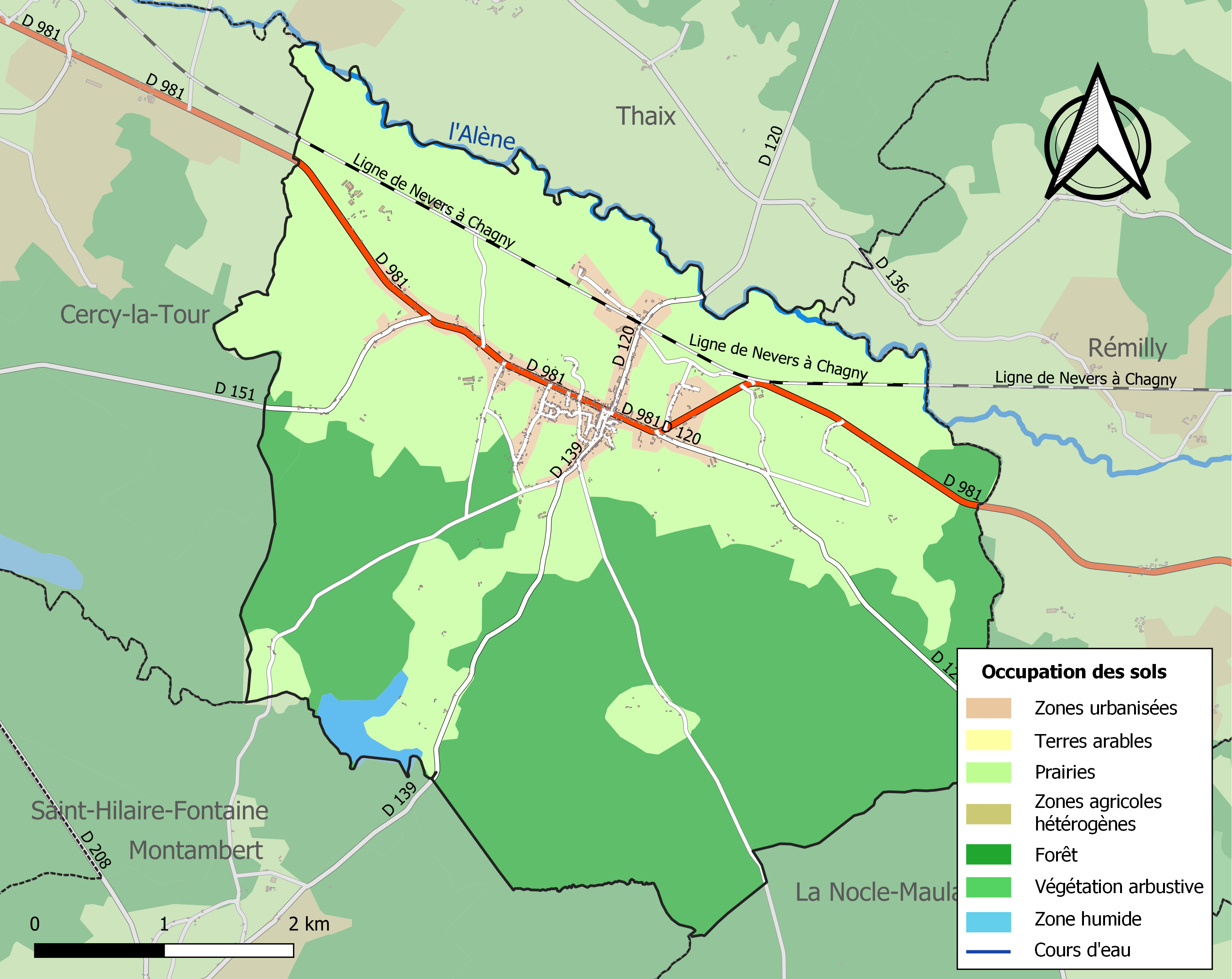
Carte des infrastructures et de l'occupation des sols de la commune en 2018 (CLC).

## Histoire
En 1261, des vieux titres citent la maison et le bois de Fours (« villa et boscum de Furnis »). Les maisons construites dans les bois devinrent paroisse et la cure de « domibus in longa sylva », qui dépendait de l'archiprêtré de Moulins-Engilbert, fut désignée en français sous le nom de Maisons-en-longue-sylve ou Maisons-en-longue-salle. Créée à partir des deux anciennes paroisses, Maisons et Saint-Sulpice, Fours en 1229 est un hameau entre ces deux paroisses qui est mentionné dans les textes de cette date et de 1261. En ce lieu se trouvaient les forges du Battant. Au début du XVIIe siècle, la verrerie Sainte Catherine fut installée au milieu des bois et, en 1790, l'ensemble forma une agglomération qui deviendra chef-lieu de canton en 1800.

## Politique et administration

### Ancien Régime
- En poste en 1777 : Dominique Moireau, déplacé en 1779.
- 1779-1792 : Guillaume Jean Piron.

### Maires depuis la Révolution
- 1790-1792 : Guillaume Jean Piron
- 1792 : Jean Baudin

| Période                                  | Période  | Identité        | Étiquette | Qualité                             |
| ---------------------------------------- | -------- | --------------- | --------- | ----------------------------------- |
| avant 1958                               | ?        | Léon Perrin     | Droite    | Suppléant du député Jehan Faulquier |
| mars 2001                                | 2020     | Georges Pereira | PS        | Médecin                             |
| 2020                                     | En cours | David Bongard   |           | Infirmier libéral                   |
| Les données manquantes sont à compléter. |          |                 |           |                                     |

## Démographie
L'évolution du nombre d'habitants est connue à travers les recensements de la population effectués dans la commune depuis 1793. Pour les communes de moins de 10 000 habitants, une enquête de recensement portant sur toute la population est réalisée tous les cinq ans, les populations de référence des années intermédiaires étant quant à elles estimées par interpolation ou extrapolation. Pour la commune, le premier recensement exhaustif entrant dans le cadre du nouveau dispositif a été réalisé en 2007.

En 2022, la commune comptait 602 habitants, en évolution de −7,67 % par rapport à 2016 (Nièvre : −3,28 %, France hors Mayotte : +2,11 %).
| 1793 | 1800 | 1806 | 1821  | 1831  | 1836  | 1841  | 1846  | 1851  |
| ---- | ---- | ---- | ----- | ----- | ----- | ----- | ----- | ----- |
| 800  | 757  | 808  | 1 073 | 1 266 | 1 407 | 1 410 | 1 444 | 1 507 |

| 1856  | 1861  | 1866  | 1872  | 1876  | 1881  | 1886  | 1891  | 1896  |
| ----- | ----- | ----- | ----- | ----- | ----- | ----- | ----- | ----- |
| 1 514 | 1 371 | 1 459 | 1 479 | 1 573 | 1 553 | 1 639 | 1 715 | 1 574 |

| 1901  | 1906  | 1911  | 1921  | 1926  | 1931  | 1936 | 1946  | 1954 |
| ----- | ----- | ----- | ----- | ----- | ----- | ---- | ----- | ---- |
| 1 517 | 1 450 | 1 359 | 1 235 | 1 227 | 1 039 | 973  | 1 024 | 831  |

| 1962 | 1968 | 1975 | 1982 | 1990 | 1999 | 2006 | 2007 | 2012 |
| ---- | ---- | ---- | ---- | ---- | ---- | ---- | ---- | ---- |
| 859  | 843  | 779  | 779  | 734  | 780  | 761  | 758  | 696  |

| 2017 | 2022 | - | - | - | - | - | - | - |
| ---- | ---- | - | - | - | - | - | - | - |
| 645  | 602  | - | - | - | - | - | - | - |

## Lieux et monuments
- L'église Saint-Jean-Baptiste de Fours[16] ;
- La grande halle des maîtres verriers.

## Personnalités liées à la commune
- Paul Adrien Bouroux (1878-1967), illustrateur et graveur français ayant grandi à Fours.
- Raoul Josset (1892-1957), sculpteur né à Fours, élève d'Antoine Bourdelle, prix de Rome en 1923.
- Oscar Gauthier (1921-2009), peintre né à Fours.
- Annie Lesur (née Anne-Marie Charpin, 1926-2021), secrétaire d'État, inhumée au cimetière communal.